# Andreas Poulsen
Andreas Poulsen (* 13. Oktober 1999 in Ikast) ist ein dänischer Fußballspieler. Er spielte seit seiner Jugend zunächst für den FC Midtjylland in der Superliga und war außerdem dänischer Jugendnationalspieler. Nach zwischenzeitlichen Stationen in Deutschland (Borussia Mönchengladbach, FC Ingolstadt 04), Österreich (FK Austria Wien) und Dänemark (Aalborg BK) spielt er seit Beginn der Saison 2023/24 bei Silkeborg IF.

## Karriere

### Verein
Poulsen wuchs in seinem Geburtsort Ikast in Mitteljütland auf und trat in seiner Kindheit Ikast KFUM bei. Später wechselte er in das Nachwuchsleistungszentrum des FC Midtjylland. Am 1. Dezember 2016 gab er im Alter von 17 Jahren sein Profidebüt in der Saison 2016/17 beim 1:2 im Auswärtsspiel gegen Silkeborg IF. Zuvor war er zu vier Einsätzen in der UEFA Youth League gekommen. Für die Profimannschaft des FC Midtjylland kam er in der Saison 2016/17 zu lediglich einem Einsatz; der FC Midtjylland belegte zum Ende der regulären Saison den fünften Tabellenplatz und qualifizierte sich für die Teilnahme an der Meisterrunde, in der Poulsen ohne Einsatz blieb und seine Mannschaft den vierten Platz erreichte. Im Jahr 2017 verlängerte Poulsen seine Vertragslaufzeit um drei Jahre. In der Saison 2017/18 wurde Poulsen mit dem FC Midtjylland dänischer Meister.
Zur Saison 2018/19 unterschrieb Poulsen einen Fünfjahresvertrag beim deutschen Bundesligisten Borussia Mönchengladbach. Er kam lediglich 18-mal für die Regionalligamannschaft zum Einsatz und zog sich im November 2019 einen Bänderriss zu. Im Januar 2020 wurde der Däne innerhalb der Winterpause bis zum Ende der Saison 2019/20 nach Österreich an den FK Austria Wien verliehen, um in einer Profiliga Spielpraxis sammeln zu können. Bis zum Ende der Leihe kam er zu fünf Einsätzen für die Wiener in der Bundesliga und absolvierte zudem ein Spiel im Europa-League-Playoff.
Zur Saison 2020/21 kehrte er wieder nach Mönchengladbach zurück. Dort kam er allerdings nur für die Reserve in der Regionalliga zum Einsatz. Daher wurde er im Februar 2021 ein zweites Mal an Austria Wien verliehen. Während seines zweiten Engagements in Wien kam er zu elf Bundesligaeinsätzen. Nachdem er zum Beginn der Saison 2021/22 offiziell wieder im Kader der Borussia stand, wurde Poulsen Mitte August 2021, ohne dass er ein Spiel für Borussia bestritten hatte, für den Rest der Saison mit anschließender Kaufoption an den Aufsteiger in die 2. Bundesliga, den FC Ingolstadt 04, verliehen.
Zur Saison 2022/23 kehrte Poulsen nach Dänemark zurück und wechselte zum Aalborg BK, bei dem er einen Vertrag bis zum 30. Juni 2026 unterschrieb. Nachdem er in der Saison 2023/24 nach dorthin ausgeliehen war, wechselte er im Sommer 2024 fest zu Silkeborg IF.

### Nationalmannschaft
Am 21. Oktober 2014 absolvierte Poulsen seine erste von zwei Partien für die dänische U16-Auswahl, als er bei der 0:2-Niederlage in Ringkøbing in einem Testspiel gegen Tschechien eingesetzt wurde. Am 4. August 2015 spielte Poulsen anlässlich des Open Nordic Cups in Schweden beim 3:1-Sieg gegen Schweden zum ersten Mal für die dänische U17-Nationalmannschaft. Er spielte von 2015 bis 2016 14-mal und erzielte dabei zwei Tore. Dabei gelang ihm mit der U17 die Qualifikation für die Europameisterschaft 2016 in Aserbaidschan, wo er zu drei Einsätzen kam. Seine letzte Partie für diese Altersklasse hatte er am 12. Mai 2016 während der EM-Endrunde bei der 1:3-Niederlage in Baku gegen England. Sein erstes von zwei Partien für die dänische U18-Nationalelf absolvierte Poulsen am 1. September 2016 beim torlosen Unentschieden in einem Testspiel in Gendt gegen die Niederlande. Am 19. Januar 2017 spielte Poulsen beim 6:0-Testspielsieg in Agia Napa gegen Zypern erstmals für die dänische U19-Nationalelf. Für die A-Jugend-Auswahl der Dänen lief er 10 Mal auf – darunter 5 Mal in der Qualifikation für die U19-Europameisterschaft 2018 – und erzielte 5 Tore. Am 7. September 2018 debütierte Poulsen für die dänische U21-Auswahl, als er beim 2:0-Sieg im EM-Qualifikationsspiel in Aalborg gegen Finnland eingesetzt wurde.